# Anoba lunifera
Anoba lunifera är en fjärilsart som beskrevs av George Francis Hampson 1894. Anoba lunifera ingår i släktet Anoba och familjen nattflyn. Inga underarter finns listade i Catalogue of Life.